# 鎌田敏夫
鎌田 敏夫（かまた としお、1937年8月1日 - ）は、日本の脚本家・小説家。日本脚本家連盟理事長。日本統治時代の朝鮮の京城府（現・大韓民国ソウル特別市）生まれで、徳島県育ち。

## 来歴・人物
徳島県立城東高等学校、早稲田大学政治経済学部経済学科卒業。
大学卒業後、シナリオ作家協会の主催するシナリオ研究所（現在のシナリオ講座）で学び、井手俊郎に弟子入りする。1967年、『でっかい青春』にて脚本家デビュー。以降、『飛び出せ!青春』『俺たちの旅』など一連の“青春ドラマシリーズ”をメインライターとして支えた。
千葉真一主演のテレビドラマ『十字路』（1978年）と千葉主演の映画『戦国自衛隊』（1979年）の脚本を担当。『戦国自衛隊』は配給収入13億円5千万円のヒットを記録した。1980年、角川映画のオリジナル脚本を自らノベライズした『ニッポン警視庁の恥といわれた二人組 刑事珍道中』にて小説に進出。誰に遠慮することもない自作脚本ということで地の文のギャグをのびのびと展開し、映画がシリーズ化されなかったにもかかわらず続編も執筆した。以後、自作ノベライズを中心に小説もコンスタントに手がけている。
映画『探偵物語』の脚本としてクレジットされているが、実際の脚本は荒井晴彦と高田純が書いたという情報もある。
1983年、『金曜日の妻たちへ』が大きな反響を呼ぶ。不倫ブームが巻き起こり、“金妻”は不倫の代名詞と言われた。
1986年、『男女7人夏物語』を大ヒットさせる。翌1987年の続編『男女7人秋物語』は36.8パーセントの最高視聴率を記録した。
1994年、『29歳のクリスマス』により芸術選奨文部大臣賞、第13回向田邦子賞受賞。
2003年、大河ドラマ『武蔵 MUSASHI』の脚本を手がけるが（大河ドラマの脚本を初めて手がける執筆者としては最年長）視聴率は低迷し、評価は芳しいものではなかった。終了後に黒澤明監督の映画『七人の侍』（1954年）に酷似している部分があるとして黒澤プロから著作権侵害などを理由に訴えられたが、2005年に東京地方裁判所は請求を棄却している。
2016年4月20日付で、日本脚本家連盟理事長に就任。

## 作品

### テレビドラマ
- でっかい青春（1967 - 1968年、日本テレビ）-井手俊郎と共同執筆もあり
- 進め!青春（1968年、日本テレビ）
- サインはV（1969年、TBS）
- さぼてんとマシュマロ（1971年、日本テレビ）
- 小さな恋のものがたり（1972年、日本テレビ）
- おれは男だ!（1971 - 1972年、日本テレビ）
- 飛び出せ!青春（1972 - 1973年、日本テレビ）- メインライター
- 太陽にほえろ!（1973 - 1976年、日本テレビ）
- おこれ!男だ（1973年、日本テレビ）
- 少年ドラマシリーズ『つぶやき岩の秘密』（1973年、NHK）
- てんつくてん（1973 - 1974年、日本テレビ）
- 浮世絵 女ねずみ小僧（第3シリーズ）（1974年、フジテレビ）
- 傷だらけの天使（1974年、日本テレビ）
- われら青春!（1974年、日本テレビ）- メインライター
- ちょっとしあわせ（1974 - 1975年、NET）
- 俺たちの勲章（1975年、日本テレビ）
- 俺たちの旅（1975 - 1976年、日本テレビ）- メインライター
- 俺たちの朝（1976 - 1977年、日本テレビ）
- 俺たちの祭（1977 - 1978年、日本テレビ）
- 十字路（1978年、NHK）
- 青春ド真中!（1978年、日本テレビ）
- あさひが丘の大統領（1979 - 1980年、日本テレビ）
- ちょっとマイウェイ（1979年、日本テレビ）
- さすらいの甲子園（1980年、日本テレビ）
- 天皇の料理番（1980 - 1981年、TBS）
- 私はタフな女（1981年、日本テレビ）
- 金曜日の妻たちへ1・2・3（1983年・1984年・1985年、TBS）
- 外科医 城戸修平（1983年、TBS）
- 生きて行く私（1984年、毎日放送）
- ママたちが戦争を始めた!（1985年、日本テレビ）
- 雨の降る駅（1986年、TBS）
- 男女7人夏物語（1986年、TBS）
- 正月ドラマ『女と女 華やかな春』（1987年、TBS）
- 男たちによろしく（1987年、TBS）
- 男女7人秋物語（1987年、TBS）
- ニューヨーク恋物語1・2（1988年・1990年、フジテレビ）
- 会いたくて（1989年、日本テレビ）
- 過ぎし日のセレナーデ（1989年、フジテレビ）
- 次男次女ひとりっ子物語（1991年、TBS）
- NASA〜未来から落ちてきた男〜（1991年、フジテレビ）
- 花と龍（1992年、TBS）
- 眠れない夜をかぞえて（1992年、TBS）
- 大人のキス（1993年、日本テレビ）
- 二人の母 生みの親と育ての親（1994年、東海テレビ）
- 29歳のクリスマス（1994年、フジテレビ）
- 日本名作ドラマ『若い人』（1995年、テレビ東京）
- その気になるまで（1996年、TBS）
- 水曜シリーズドラマ『冬の螢』（1997年、NHK）
- 職員室（1997年、TBS）
  - 畑嶺明と共同執筆（クレジットは連名）
- 素晴らしき家族旅行（1998年、テレビ東京）
  - 畑嶺明と共同執筆（クレジットは連名）
- 青い花火（1998年、NHK）[3]
- ピーチな関係（1999年、読売テレビ）
- 女検死官（2000年、フジテレビ）
- バブル（2001年、NHK）
- 大河ドラマ『武蔵 MUSASHI』（2003年、NHK）
- 黄落、その後（2005年、テレビ東京）
- DRAMA COMPLEX『ふたつの祖国』（2005年、日本テレビ）
- 月曜ミステリー劇場『父が来た道』（2005年、TBS）
- 愛と死をみつめて（2006年、テレビ朝日）
- 月曜ゴールデン『夜の終る時』（2007年、TBS）
- マグロ（2007年、テレビ朝日）
- たった一度の雪 〜SAPPORO・1972年〜（2007年、北海道放送）
- 鹿鳴館（2008年、テレビ朝日）
- ジュテーム〜わたしはけもの（2008年、BSフジ）
- いじわるばあさん （2009年、フジテレビ）
- シューシャインボーイ（2010年、テレビ東京）
- 刑事定年（2010年、BS朝日）
- 終着駅〜トワイライトエクスプレスの恋（2012年、TBS）
- スペシャルドラマ『家族が家族であるために』（2012年、BS-TBS）
- スケート靴の約束〜名古屋女子フィギュア物語〜（2013年、テレビ愛知）
- おやじの背中（2014年、TBS）
- 逃げる女（2016年、NHK）

### 配信ドラマ
- MAGI 天正遣欧少年使節（2019年1月17日配信、全10話、Amazon Prime Video）[4]

### 映画
- 花ひらく娘たち（1969年1月11日、日活）
- おいろけコミック 不思議な仲間（1970年4月29日、東宝）
- 奇妙な仲間 おいろけ道中（1970年10月3日、東宝）
- 誰のために愛するか（1971年4月1日、東宝）
- 恋は放課後（1973年9月15日、松竹）
- 飛び出せ!青春（1973年3月17日、テアトルプロ）
- 戦国自衛隊（1979年12月5日、角川春樹事務所）
- ニッポン警視庁の恥といわれた二人 刑事珍道中（1980年10月4日、東映）
- 探偵物語（1983年7月16日、角川春樹事務所）
- 里見八犬伝（1983年12月10日、角川春樹事務所）
- いこかもどろか（1988年8月27日、東宝）
- 天と地と（1990年6月23日、角川春樹事務所）
- ジュテーム〜わたしはけもの（2008年11月22日、角川映画）
- BUNGO〜ささやかな欲望〜（2012年9月29日、角川映画）

### 演劇
- マヌエラ（1999年）
- マディソン郡の橋（1999年）
- かあちゃん（2016年）

### 書籍

#### シナリオ集
- シナリオ 戦国自衛隊（1979年、角川文庫）
- 金曜日の妻たち 恋におちて（1986年、立風書房）
- 女と女・華やかな春（1986年12月、立風書房）
- 男たちによろしく（1987年、立風書房）
- いこかもどろか（1987年、角川書店）
- 会いたくて（1989年8月、立風書房）
- 飛び出せ!青春（1988年、径書房）
- ニューヨーク恋物語（1988年、立風書房）
- ボス 太陽にほえろ!傑作選（1989年、立風書房）
- 過ぎし日のセレナーデ（上巻）（1990年2月、立風書房）
  - 過ぎし日のセレナーデ（下巻）（1990年5月、立風書房）
- どっちもどっち 大迷惑トラブルコメディー（1990年、立風書房）

#### 小説
- 刑事珍シリーズ
  - ニッポン警視庁の恥といわれた二人 刑事珍道中（1980年9月、角川文庫）
  - さらば愛しき女（ひと）よ（1983年2月、角川文庫）
  - 女刑事さっちゃん（1989年4月、角川文庫）
- 新・里見八犬伝（1982年11月、角川文庫）
- 明治女探偵初登場（1983年12月、角川書店）
- 恋物語（1984年11月、角川文庫）
- ハッピー・バースデー・トゥー・ユー（1991年、角川文庫）
- スローモーション（1991年、角川文庫）
- 恋愛映画（1991年、新潮文庫）
- 恋しても（1991年、角川文庫）
- LOVE あなたに逢いたい（1991年、双葉文庫）
- 恋愛前夜 いちどだけ（1991年、角川文庫）
- 世界で一番ロマンチックな海（1993年、角川文庫）
- ない! （1993年、角川文庫）
- 恋愛会話（1993年、新潮文庫）
- ルージュ 恐怖を運ぶ六人の女（1993年、角川ホラー文庫）
  - ジェラシー 恐怖を喚ぶ六人の女（1994年、角川ホラー文庫）
- キス・フレンド（1994年、角川文庫）
- 殺人者K（1994年、新潮文庫）
- 29歳のクリスマス（1995年、新潮文庫）
- 変身願望（1996年、祥伝社）
- 恋時間 言いたくて、言えなくて（1997年、三笠書房）
- 柔らかい心（1998年、角川文庫）
- クロスロード（1998年、角川文庫）
- 京都の恋（1999年、ハルキ文庫）
- 四人家族（2000年、角川文庫）
- 恋それとも愛 パートナーズ（2000年、角川文庫）
- うしろのしょうめんだあれ（2000年、ハルキ・ホラー文庫）
- フランティック（2001年、角川ホラー文庫）
- いきはよいよいかえりはこわい（2001年、角川春樹事務所）
- Body & money（2003年、新潮社）
- ジュテーム からだ・肉体・からだ（2008年10月、角川書店）
  - 【改題】好きじゃないのに感じてる（2012年、角川文庫）
- 世界の涯てまで（2008年、角川春樹事務所）
- 夢のまた夢（2020年、ハルキ文庫）

#### エッセイ
- 来て! 見て! 感じて!（2013年、海竜社）

## 受賞歴
1994年
- 第3回ザテレビジョンドラマアカデミー賞 脚本賞（『29歳のクリスマス』）[5]
- 第45回芸術選奨文部大臣賞 放送部門（『29歳のクリスマス』）
- 第13回向田邦子賞（『29歳のクリスマス』）[6]